# Pitchai Daniel
Pitchai Daniel ( n. 1943 ) es un botánico indio.

## Algunas publicaciones

### Libros
- p. Daniel. 2006. Strobilanthes Blume (Acanthaceae) in peninsular India. Volumen 4 de Flora of India series. Editor M. Sanjappa & Botanical Survey of India, 216 pp.

- a. Rajendran, p. Daniel. 2002. The Indian verbenaceae: a taxonomic revision. Editor Bishen Singh Mahendra Pal Singh, 431 pp. ISBN 8121102707

- p. Daniel, p. Umamaheshwari. 2001. The flora of the Gulf of Mannar, Southern India. Editor Botanial Survey of India, Ministry of Environment and Forests, 688 pp.

- haralds Alksnis, p. Daniel, jetse daniel Kalma. 1989. The Regional evaporation project: soil moisture and rainfall data. Technical memorandum. Editor CSIRO, Division of Water Resources, 15 pp. ISBN 0643051279

- La abreviatura «P.Daniel» se emplea para indicar a Pitchai Daniel como autoridad en la descripción y clasificación científica de los vegetales.[1]